# Bootsgrab von Scar
Koordinaten: 59° 17′ 38″ N, 2° 34′ 38″ W
Auf Sanday, einer der nördlichen Orkney-Inseln in Schottland, wurden von John Dearness im Jahre 1985 in Strandnähe nach einem Sturm Knochen gefunden, die, wie sich erst später herausstellte, zum wikingerzeitlichen Bootsgrab von Scar (auch Quoy Banks oder The Crook Beach genannt) gehörten.
Die Knochen und der kleine runde Gegenstand aus Blei, den er mitnahm, gerieten zunächst in Vergessenheit. Im Jahre 1991 identifizierte die Archäologin Julie Gibson ihn als Bleigewicht, das skandinavische Händler zum Wiegen von Gold und Silber benutzten. Julie Gibson und Raymond Lamb entdeckten an der Fundstelle eine eiserne Niete, was auf ein Boot hindeutete. Bevor der nächste „Gore Vellye“, der berüchtigte Herbststurm der Orkney, die Stelle zerstörte, barg ein Archäologenteam eine wikingerzeitliche Bootsbestattung.
Die Anlage ist als Scheduled Monument geschützt.

## Die Fundstücke

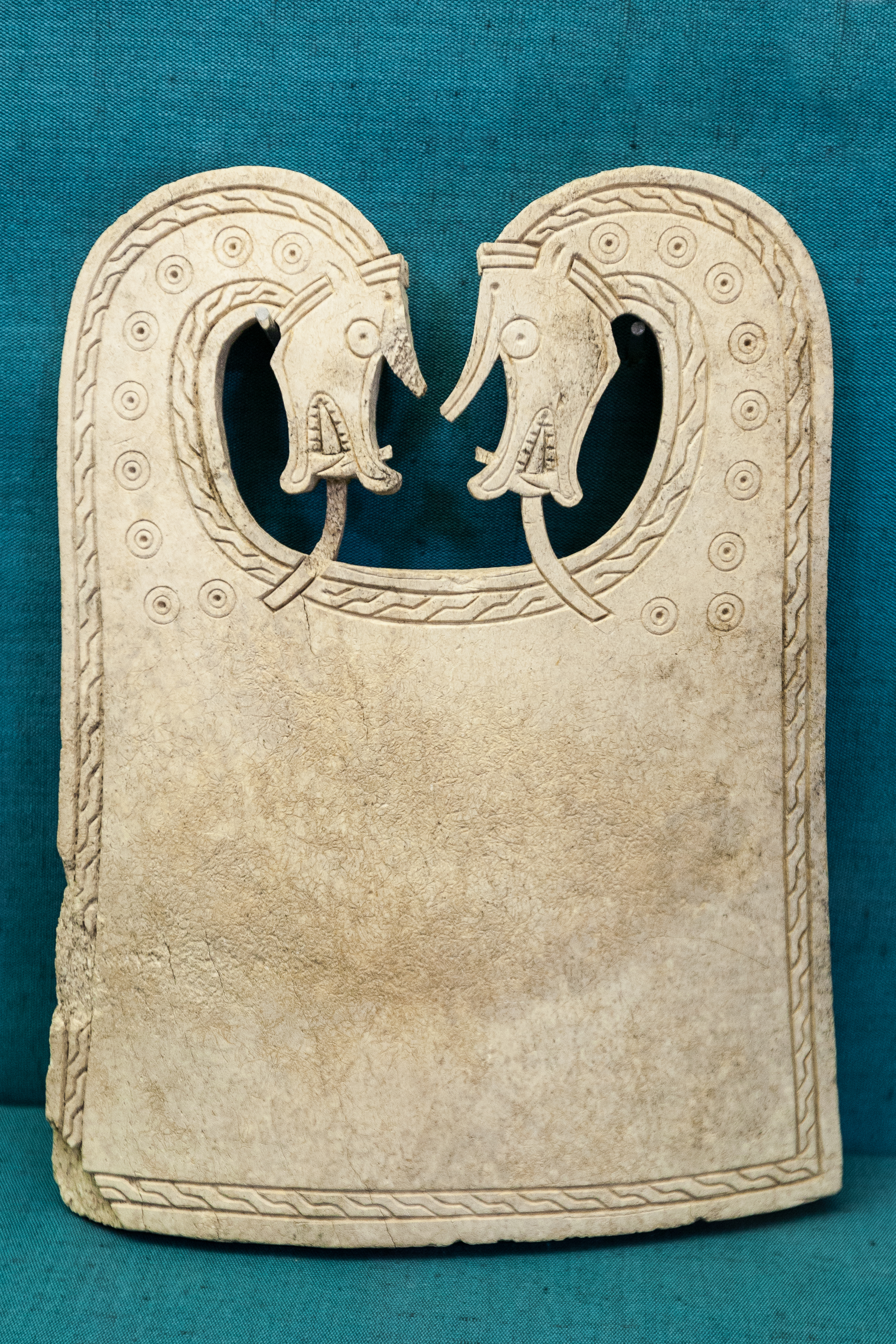
Die „Scar Dragon Plaque“

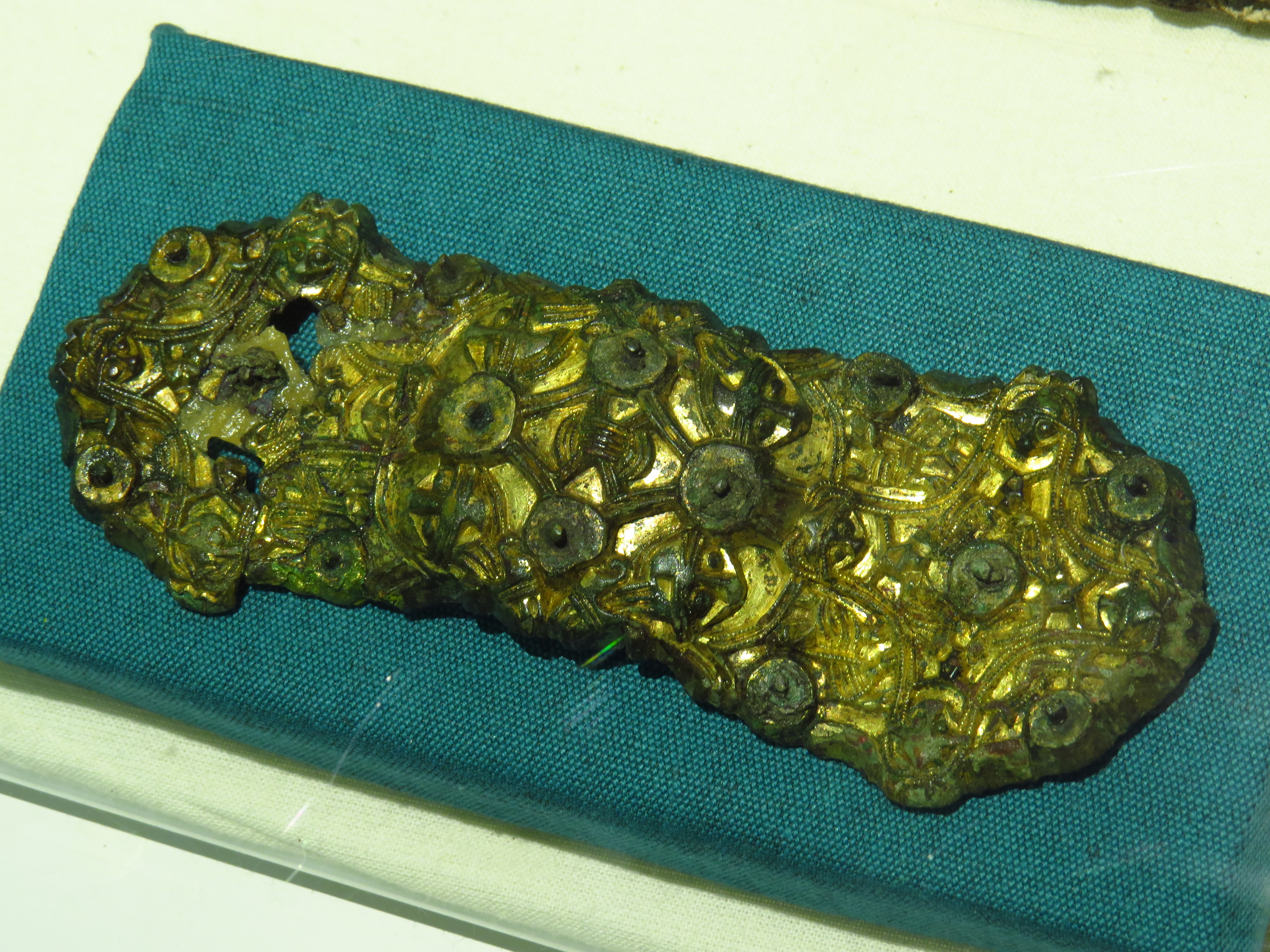
Die „Scar-Fibel“

Die Rostflecke von über 300 Eisennieten zeichneten die Form des Bootes im Sand nach. Das 6,5 m lange, aus Planken gebaute Ruderboot gehört zum Typ Færing. Es lag in einer von Steinen gesäumten Grube. Innerhalb des Bootes war eine Kammer errichtet worden, in der die Überreste eines Mannes, einer Frau und eines Kindes lagen. Unter den Beigaben befanden sich eine goldene Fibel und eine dekorierte Walknochentafel, die als „Scar Dragon Plaque“ bekannt wurde. Solche Platten wurden in Dänemark, Norwegen (Lilleberga, Namdalen) und Schweden (Birka) in Frauengräbern gefunden.
Neben dem Mann lagen ein eisernes Schwert, ein Köcher mit acht Pfeilen, ein Knochenkamm und ein Satz von 22 Spielsteinen. Neben der Frau lagen ein Kamm, eine Sichel, ein Webschwert (englisch weaving sword), eine Schere und zwei Spinnwirtel. Auf Basis der typologischen Einstufung der Artefakte und der C14-Untersuchung wurde das Grab zwischen 875 und 954 n. Chr. datiert.

## Interpretation
Der Mann war über 1,85 m groß und wahrscheinlich etwa 30 Jahre alt. Die Frau war über 70 Jahre alt. Das Kind, dessen Geschlecht nicht zu ermitteln war, war zwischen zehn und elf Jahren alt. Die meisten bisher gefundenen Bootsbestattungen der Wikinger enthielten nur eine Person.
Es gibt Hinweise darauf, dass die drei Bestatteten mehr oder weniger zum gleichen Zeitpunkt begraben wurden. Damit ist klar, dass sie innerhalb kurzer Zeit gestorben sind oder getötet worden sein müssen. Es wurde erwogen, dass der Mann und das Kind getötet wurden, um die verstorbene Frau ins Jenseits zu begleiten. 